# Gärdhems församling
Gärdhems församling är en församling i Väne kontrakt i Skara stift. Församlingen ligger i Trollhättans kommun i Västra Götalands län och ingår i Västra Tunhems pastorat.

## Administrativ historik
Församlingen har medeltida ursprung. Under medeltiden införlivades Hullsjö församling. 1 maj 1860 utbröts Trollhättans församling. 
Församlingen var till 2002 annexförsamling i pastoratet (Västra) Tunhem, Gärdhem, (Väne-)Åsaka och (Norra) Björke, som från 1962 även omfattade Vänersnäs församling. Från 2002 annexförsamling i pastoratet Västra Tunhem, Gärdhem, Åsaka-Björke och Vänersnäs.

## Kyrkobyggnader

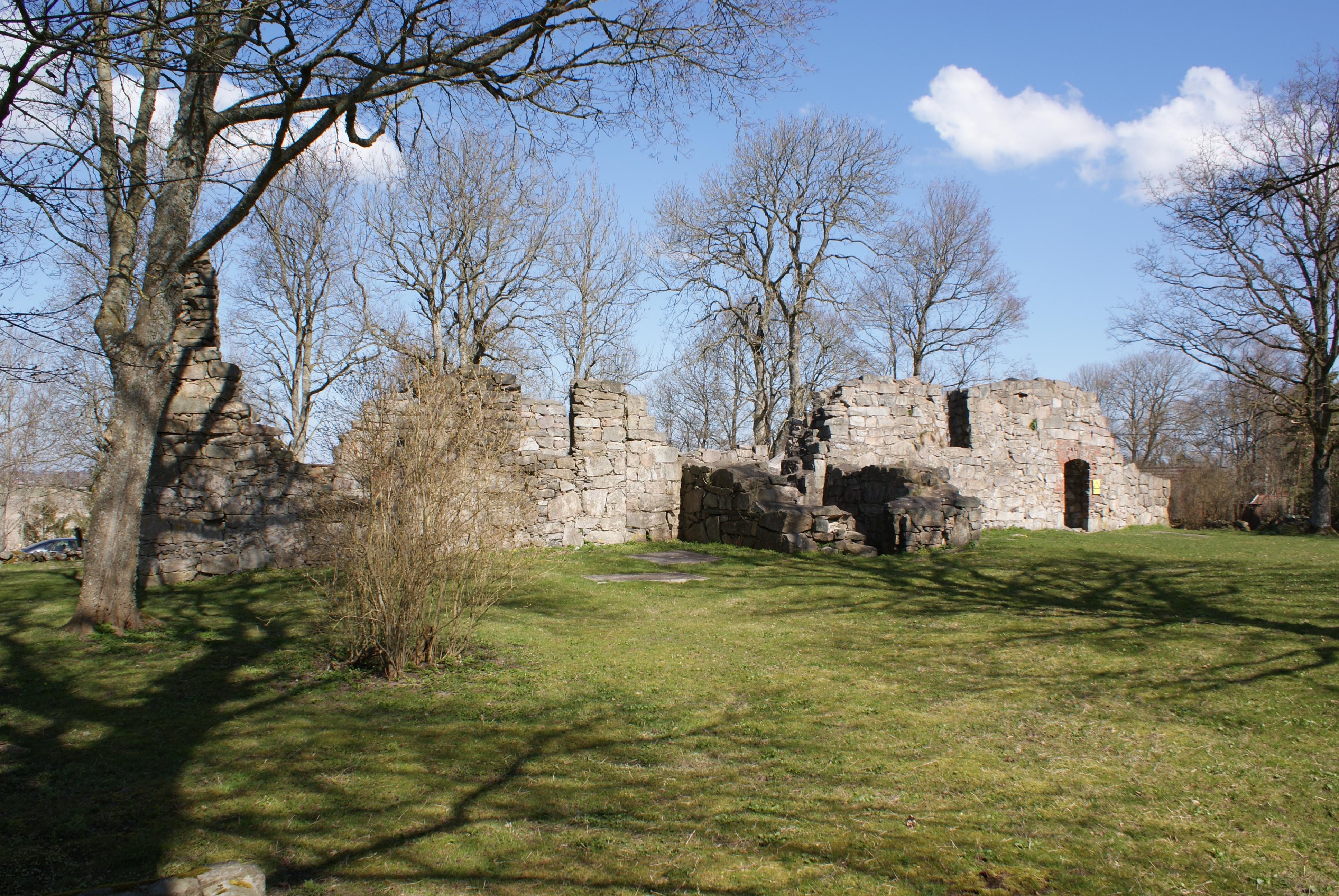
Gärdhems kyrkoruin

- Gärdhems kyrka
- Halvorskyrkan

## Series pastorum
| 1593 Magnus               | 1739 Sven Hylander         | 1945 Arthur Hesslefors   |
| 1611 Johannes Jonae       | 1766 Nils Nicenius         | 1964 Åke Johansson       |
| 1632 Anders Grotte        | 1810 Johan Lidberg         | 1966 Walter Beran        |
| 1633 Nils Trochillus      | 1828 Natanael Baumbach     | 1968 Anders Bodin        |
| 1666 Laurentius Lachenius | 1844 Anders Friberg        | 1977 Johnny Hagberg      |
| 1678 N Nyberg             | 1857 Erik Norén            | 1984 Per-Arne Waldenvik  |
| 1679 Lars Grotte          | 1866 Johan Jakob Lithander | 1985 Stig-Arne Jakobsson |
| 1682 Benedictus Åberg     | 1899 Gustav Särner         | 1987 Janåke Hansson      |
| 1720 Anders Lithander     | 1909 Carl Robert Agner     | 1994 Else-Britt Broberg  |
| 1726 Olof Tegnander       | 1911 Josef Eriksson        | 1995 Lennart Börjeson    |
| 1730 Benedictus Galenius  | 1926 Filip Hildemar        | 2000 Torbjörn Andersson  |
|                           |                            | 2010 Fredrik Nordlund    |

### Fotnoter
1. ↑  Nationell Arkivdatabas Referenskod: SE/158104000, läst: 9 augusti 2018.[källa från Wikidata]
2. ↑  Stift, kontrakt och pastorat i nummerordning med ingående församlingar 2020-01-01, SCB, läs online.[källa från Wikidata]
3. 1 2  Medlemmar i Svenska kyrkan i förhållande till folkmängd den 31.12.2019 per församling, kommun och län samt riket, Svenska kyrkan, läs online.[källa från Wikidata]
4. ↑  ”Förteckning (Sveriges församlingar genom tiderna)”. Skatteverket. 1989. http://www.skatteverket.se/privat/folkbokforing/omfolkbokforing/folkbokforingigaridag/sverigesforsamlingargenomtiderna/forteckning.4.18e1b10334ebe8bc80003999.html. Läst 17 december 2013.
5. ↑  ”Församlingar”. Statistiska centralbyrån. https://www.scb.se/hitta-statistik/regional-statistik-och-kartor/regionala-indelningar/forsamlingar/. Läst 30 december 2022.